# Самуэль, Симон
Симо́н Самуэ́ль — немецкий учёный и врач еврейского происхождения.
Родился в 1833 году в Глогау (ныне польский Глогув). Учился в Берлине у довольно известных немецких светил медицины — Роберта Ремака, Иоганна Мюллера и Иоганна Шёнлейна. Докторскую степень защитил в Вене в 1855 году, а в 1856 начал медицинскую практику в Кёнигсберге.
По мере ослабления религиозных ограничений, сумел занять преподавательское место в университете Кёнигсберга, где в конце концов получил звание экстраординарного профессора (то есть профессора без кафедры). Изучал общую патологию и терапию. Внёс вклад в изучение воспалительных процессов и терморегуляции. Его работы малоизвестны, однако современники о них знали.
Симон Самюэль умер в 1899 году в Кёнигсберге.